# Jack Walton
Jack Walton (né le 23 avril 1998 à Bury, en Angleterre), est un footballeur britannique. Il évolue au poste de gardien de but avec Preston North End.

## Biographie

### En club
En août 2015, il signe son premier contrat professionnel avec Barnsley. Il est prêté à deux reprises à Stalybridge Celtic, avant de faire ses débuts pour Barnsley le 24 avril 2018 lors d'un match contre Nottingham Forest.
Le 30 janvier 2023, il rejoint Luton Town.

## Palmarès

### En club
Dundee United
- Championnat d'Écosse de deuxième division
  - Champion : 2024